# Лидија Рупник
Лидија Рупник (рођ. Шифрер, 1915—2003) је била југословенска гимнастичка репрезентативка.

## Резултати
Учествовала је на Летњим олимпијским играма 1936. у Берлину у дисциплини гимнастички вишебој у екипној конкуренцији за жене. Екипу је чинило осам гимнастичарки: Душица Радивојевић, Лидија Рупник, Марта Пустишек, Олга Рајковић, Драгана Ђорђевић, Анчка Горопенко, Катарина Хрибар и Маја Вершеч. На основу збира појединачних резултата у три дисциплине, направљен је пласман у оквиру репрезентације, а шест првопласираних, од осам чланица репрезентације, такмичиле су се у другом кругу односно групној вежби. Сви резултати првог и друго дела су се сабрали и добијен је резултат и пласман екипе Југославије, која је заузела четврто место са 485,60 бодова.
Појединачни резултати Лидије Рупник
| Дисциплина         | Бодови | Пласман |
| ------------------ | ------ | ------- |
| Прескок            | 20,90  | 11      |
| Двовисински разбој | 19,00  | 48      |
| Греда              | 22,35  | = 11    |
| Укупно             | 62,25  | 26      |

 Знак једнакости = код појединачног пласмана значи да је делила место
Овим резултатом 62,25 Лидија Рупник је била друга у репрезентацији, па је учествовала у другом кругу - групној вежби, где се репрезентативке освојиле 	115,10 бодова.
Лидија Рупник је била члан репрезентације Југославије на Светском првенству 1938. у Прагу, када је у екипној конкуренцији освојила сребрну медаљу. Репрезентација се такмичила у саставу: Лидија Рупник, Аница Хафнер, Милена Скет, Елца Ковачић, Јелица Вацац, Марта Пустишек, Марта Подпац, Душица Радивојевић. Резултат који је репрезенрација постигла је износио 531,960 бодова.
На првом послератном првенству Југославије 1946 Лидија Рупник је била трећа у појединачном вишебоју.